# 巴基斯坦华人
華人於巴基斯坦工作和生活在2009年估計有10,000人。2015年有8,112名中國工人在巴基斯坦，另有7,000位中國專業人士參與中國-巴基斯坦經濟走廊的建設，使巴基斯坦華人人口增到15,000人。

## 分布

### 卡拉奇
在20世紀40年代中國許多穆斯林為逃離在中國的時局動盪和戰亂而來到卡拉奇定居，但巴基斯坦華人多數不是穆斯林。他們的先輩是佛教徒，但隨後幾代人約30%人成了穆斯林。
大多數在卡拉奇的華人是移民，第一代移民大多已離開了人世，而第三代華人大都移民到其他國家，常見的目的地是美國、加拿大和英國，或回到中國大陸。他們很少穿中國服裝，但仍保留了中國的語言，但在最近幾年他們已經多轉為說烏爾都語。他們集中生活在幾個街區，成為所謂唐人街。其中有一所中餐廳名為李殿賢，在20世紀30年代創立，周恩來曾經光顧過，並繼續經營直到1988年。
巴基斯坦華人常見的職業包括美容師，製鞋，牙醫和餐飲業；第二代多數成員傾向於遵循和父母相同的工作。

### 其他地區
在拉合爾，回族穆斯林建立了一所清真寺，他們和當地人通婚並融入當地。還有兩個中國鞋企:合生創展和金森，有高品質的聲譽。
在伊斯蘭堡，有一間中餐館鳳凰餐廳，它著名的客人是前總統穆沙拉夫和前總理肖卡特·阿齐兹，而費薩爾清真寺也是中國遊客常到景點。
吉尔吉特中国烈士陵园是在1960-70年代為建造喀喇昆仑公路而死的中國工人的紀念陵園。

## 飲食
指的是在巴基斯坦創造的，具有當地特色的中國菜。巴式中菜源自移居當地的巴基斯坦华人，是一套獨特的，結合了中國和巴基斯坦飲食特色的菜系。

## 外勞
911襲擊後，因為害怕戰爭可能在巴基斯坦爆發，大多數華人安排自己的妻子和孩子回家。但華人人數仍增加，2007年有大約5000位華人，其中3500位是工程師為了瓜達爾港等各項建設來到巴基斯坦。在2008年和2009年間，巴基斯坦工作的華人人數增長迅速，估計有10000人。

## 華人中的少數民族
並不是所有巴基斯坦的華人都是漢族，有些是來自中國新疆的少數民族，如維吾爾族、塔吉克族和柯爾克孜族。這些來自中國的穆斯林少數民族大多生活在巴基斯坦北部。有些是在20世紀50年代因新疆時局動盪而遷入巴基斯坦，在1954年有的維吾爾族人在和田搞暴動失敗後而逃入巴基斯坦境內。另一些中國的少數民族在1963年和1974年來到。在20世紀80年代又有一些維吾爾人到麥加朝聖後順道定居在巴基斯坦。

## 組織
以下是巴基斯坦的華人組織
- 吉尔吉特：吉尔吉特华人华侨协会[18]
- 伊斯兰堡：伊斯兰堡华人华侨协会[19]
- 拉合爾：拉合爾华人华侨协会[20]
- 拉瓦尔品第：拉瓦尔品第华人华侨协会[21]
- 卡拉奇：卡拉奇华人华侨协会[來源請求]

## 註記
1. 1 2 3  Fazl-e-Haider, Syed, , Asia Times, 2009-09-11  [2009-09-11], （原始内容存档于2009-09-13）
2. 1 2 3 4  Asadullah, , The International News, 2007-09-26  [2009-03-25], （原始内容存档于2008-01-19）
3. ↑  .   [2015-09-18]. （原始内容存档于2019-11-02）.
4. ↑  . Express Tribune. 22 May 2015  [23 May 2015]. （原始内容存档于2018-12-26）.
5. 1 2 3 4  Ramzi, Shanaz, , Dawn, 2001-07-09  [2009-07-26], （原始内容存档于2004-07-15）
6. ↑  , Chinatownology.com,   [2009-09-12], （原始内容存档于2020-02-03）
7. 1 2  , China Central Television, 2008-02-04  [2010-04-20], （原始内容存档于2018-05-14）
8. ↑  Wang, Daiyu, , Chowk, 2007-10-27  [2009-03-25], （原始内容存档于2008-10-21）
9. ↑  Hamid, A., , Daily Times of Pakistan, 2006-07-02  [2009-07-26]
10. ↑  Malik, Iftikhar Haider, , Greenwood Publishing Group: 118, 2006, ISBN 978-0-313-33126-8
11. ↑  , People's Daily, 2001-09-27  [2009-09-11], （原始内容存档于2016-03-03）
12. ↑  , Dawn, 2007-07-10  [2009-03-25], （原始内容存档于2007-09-05）
13. ↑  Sun, Jincheng, , Global Times Chinese Edition, 2009-07-19  [2009-09-14], （原始内容存档于2016-03-04）
14. ↑  Rahman 2005，第60頁
15. ↑  Rahman 2005，第50頁
16. ↑  Ali, Wajahat, , Daily Times, 2004-05-29  [2009-03-25], （原始内容存档于2011-06-07）
17. ↑  Haider 2005，第525–6頁
18. ↑  , People's Daily, 2009-02-10  [2009-09-11], （原始内容存档于2011-07-19）
19. ↑  , China Radio International, 2008-07-17  [2009-09-11], （原始内容存档于2018-02-22）
20. ↑  , People's Daily, 2008-06-24  [2009-09-14], （原始内容存档于2019-08-06）
21. ↑  Yin, Liang, , China Radio International, 2008-02-06  [2009-09-14], （原始内容存档于2015-12-08）

## 延伸閱讀
- Tham, Maria, , Khu, Josephine M. T.  (编), , University of California Press: 39–57, 2001, ISBN 978-0-520-22341-7; short memoirs of a Pakistan-born Chinese American and her travels in the Sze Yup district.
- "For many Pakistanis, China is 'the new West'" (（页面存档备份，存于）). Agence France Presse at Dawn. March 8, 2013.